# Eucereon nigricorpus
Eucereon nigricorpus là một loài bướm đêm thuộc phân họ Arctiinae, họ Erebidae.